# Scoglio Grande (Meleda)
Scoglio Grande (in croato Veli Školj o Planjak) è un'isoletta disabitata a nord-est di Meleda, nel mare Adriatico, in Croazia. Amministrativamente appartiene al comune della città di Meleda, nella regione raguseo-narentana.

## Geografia
Lo scoglio Grande si trova al centro di Porto Chiave (Prožurska Luka), ha una forma arrotondata, una superficie di 0,059 km², la costa lunga 892 m e l'altezza di 64 m.
Isole adiacenti:
- Gallicia, a nord-ovest a 1 km[2].
- Borofcich, a nord, a 230 m[2].
- scoglio Segnevaz[6] (Senjevac), situato vicino alla costa di Meleda, 170 m a est di scoglio Grande; ha un'area di 5559 m²[1] e la costa lunga 279 m[1] 42°44′06″N 17°39′17″E. Tra Segnevaz e scoglio Grande c'è un altro piccolo scoglio (Senjevci Mali[1]) che ha un'area di 1099 m²[1] 42°44′06″N 17°39′11″E.

### Cartografia
- (HR) Mappa topografica della Croazia 1:25000, su preglednik.arkod.hr. URL consultato il 7 marzo 2017.
- G. Giani, Carta prospettiva delle Comuni censuarie della Dalmazia, foglio 12, 1839. Fondo Miscellanea cartografica catastale, Archivio di Stato di Trieste.